# Deicheroda
Deicheroda ist eine Hofgemeinde, seit 1996 mit Mosa und Sünna Ortsteil von Unterbreizbach im Wartburgkreis in Thüringen. Der Ort befindet sich im Biosphärenreservat Rhön.

## Lage
Deicheroda liegt im südlichen Teil der Einheitsgemeinde Unterbreizbach am Dietrichsberg. Über die Kreisstraße K 103 ist die Ansiedlung zu erreichen. Die geographische Höhe des Ortes beträgt 383 m ü. NN. Die zum Einzugsgebiet der Öchse gehörende Gemeindeflur wird vom Bach Sünna entwässert. In der Ortslage erinnern mehrere Dorfbrunnen und eine Gedenktafel an die problematische Wasserversorgung in früherer Zeit.

## Geschichte
Die urkundliche Ersterwähnung des Ortes fand 1300 statt.
Der Ort Deicheroda bildete im Mittelalter den südlichsten Teil des Amtes Vacha, die südlichen Nachbarorte zählten bereits zum Geisaer Amt und gehörten zum Gebiet der Fürstabtei Fulda, das östlich angrenzende Völkershausen wurde von den Herren von Völkershausen, einem Reichsritter-Geschlecht, besessen. Die Flur umfasst heute 355 Hektar, bis zum 19. Jahrhundert zählte auch der angrenzende Ortsteil Mosa zu Deicheroda, noch im 18. Jahrhundert gehörte zudem ein Flurstück bei Rodenberg zum Ort. Die Deicherodaer Bevölkerung war nach Sünna eingepfarrt. Für die als Hirten, Handwerker, Waldarbeiter und Bergbauern tätige Bevölkerung brachte erst der um 1900 einsetzende Kalibergbau bei Unterbreizbach neue Verdienstmöglichkeiten. Noch in den 1930er Jahren waren in Deicheroda kaum Arbeitsangebote vorhanden. Eine 2001 erneuerte Gedenktafel erinnert an die Notstandsarbeit des Jahres 1934. Bei dieser Arbeitsbeschaffungsmaßnahme wurden Felder und Wiesen entsteint, die Trinkwasserleitung in das Dorf verlegt und einige Wege befestigt. Ein Gedenkstein an der Kirchhofsmauer in Sünna erinnert an die Gefallenen der beiden Weltkriege und listet namentlich auch die Opfer der Ortsteile Deicheroda und Mosa auf.
1975 wurden die Hofgemeinden Deicheroda, Mühlwärts, Hüttenroda und Mosa auf Beschluss des Rates des Kreises Bad Salzungen nach Sünna eingemeindet.
Im Jahr 2012 lebten 56 Einwohner in Deicheroda.

## Sehenswürdigkeiten
- Im Ort gibt es ein Dorfgemeinschaftshaus und einige denkmalgeschützte Fachwerkhäuser.
- Als „Premiumwanderweg“ erschließt der Keltenpfad die Landschaft von Öchsen und Dietrichsberg. Der  mit einem roten K markierte Weg ist etwa 17 Kilometer lang und informiert über die Kulturgeschichte der Region mit Schwerpunkt Keltenzeit.[4]
- Der bereits in den 1990er Jahren angelegte „Kulturhistorische Naturlehrpfad Öchsen“ führt ebenfalls durch Deicheroda, die zahlreichen Schautafeln erläutern auch Flora- und Fauna der Thüringer Rhönlandschaft. Der Wanderweg wird vom Völkershäuser Heimatverein Naturfreunde des Dietrichsberg e.V. betreut.